# 33282 Arjunramani
33282 Arjunramani este o planetă minoră (asteroid) din centura de asteroizi. A fost descoperită pe 19 aprilie 1998 la Experimental Test Site⁠(d) de Lincoln Near-Earth Asteroid Research. 
Obiectul prezintă o orbită caracterizată de o semiaxă mare de 3,1165945 UAi, o excentricitate de 0,06, o înclinație de 1,38743 ° în raport cu ecliptica.